# KNZB Zwemcompetitie
De KNZB Zwemcompetitie wordt georganiseerd door de Koninklijke Nederlandse Zwembond (KNZB). Alle zwemverenigingen die aangesloten zijn bij de KNZB mogen meedoen aan de zwemcompetitie. In de zwemcompetitie wordt bepaald welke zwemvereniging kampioen van Nederland is.

## Competitie Groepen
In elke competitie groep zitten een bepaald aantal zwemverenigingen. Uit deze verenigingen moeten er 4 (of 5) verenigingen tegen elkaar in 4 (of 5) wedstrijden. De KNZB heeft richttijden voor de zwemtijden opgesteld. Een wedstrijd bestaat uit een zogenoemd wedstrijdprogramma waarbij er vooraf bepaalde afstanden staan voor een bepaalde leeftijdscategorieën.
Als de zwemmer sneller zwemt dan de richttijden van de KNZB zal de verenigingen minder punten krijgen. Zwemt de zwemmer langzamer dan de richttijden dan zal de vereniging meer punten krijgen. Wie na alle wedstrijden de minste punten heeft staat op rang 1. Voor elke competitie groep is er een rang 1. Dit betekent dat iemand met minder punten uit de B competitie niet hoger op de ranglijst staat dan iemand met meer punten uit de A competitie.
In de KNZB Zwemcompetitie zijn er verschillende groepen. Hieronder alle groepen van de beste naar de slechtste.
- Hoofdklasse (15 verenigingen)
- A competitie (30 verenigingen)
- B competitie (30 verenigingen)
- C competitie (30 verenigingen)
- District 1e klasse
- District 2e klasse
- District 3e klasse

### Regio's
Er zijn 5 regio's. Per regio zijn er 3 klassen. De 1e klasse is de beste regioklasse en de 3e klasse is de laagste regioklasse van de KNZB-competitie. De regio's zijn als volgt ingedeeld:
- Regio Noord: Drenthe, Friesland en Groningen
- Regio Oost: Gelderland en Overijssel
- Regio Midwest: Amsterdam, Noord-Holland en Utrecht
- Regio West: Gouwe Rijnstreek, Haaglanden en Rotterdam
- Regio Zuid: Limburg, Noord-Brabant en Zeeland

## Landskampioen
In de hoofdklasse zitten de 15 beste zwemverenigingen van Nederland. Aan het eind van het seizoen zullen de 8 beste verenigingen strijden om de landstitel.

## Promotie/Degradatie
Rang 12 t/m 14 uit de hoofdklasse zullen strijden tegen de rang 2 t/m 4 in de A-competitie. De snelste 3 zullen naar de hoofdklasse gaan en de langzaamste 3 naar de A-competitie. Rang 21 t/m 25 van de C-competitie zullen strijden tegen de snelste 5 verenigingen uit het district 1e klasse. De snelste 5 zullen naar de C-competitie gaan en de langzaamste 5 naar district 1e klasse.
Hieronder is een tabel waarin te vinden is welke verenigingen direct degraderen of promoveren.
| Naam         | Naam         | Promotie     | Degradatie        |
| ------------ | ------------ | ------------ | ----------------- |
| Hoofdklasse  | Hoofdklasse  |              | Rang 15           |
| A-Competitie | A-Competitie | Rang 1       | Rang 26 t/m 30    |
| B-Competitie | B-Competitie | Rang 1 t/m 5 | Rang 26 t/m 30    |
| C-Competitie | C-Competitie | Rang 1 t/m 5 | Rang 26 t/m 30    |
| 1e klasse    | District 1   | Rang 1       | Rang 16 en lager. |
|              | District 2   | Rang 1       | Rang 14 en lager. |
|              | District 3   | Rang 1       | Rang 13 en lager. |
|              | District 4   | Rang 1       | Rang 8 en lager   |
|              | District 5   | Rang 1       | Rang 17 en lager  |
| 2e klasse    | District 1   | Rang 1 t/m 4 | Rang 12 en lager  |
|              | District 2   | Rang 1 t/m 3 | Rang 10 en lager. |
|              | District 3   | Rang 1 t/m 3 | Rang 10 en lager  |
|              | District 4   | Rang 1 t/m 3 | Rang 8 en lager.  |
|              | District 5   | Rang 1 t/m 5 | Rang 17 en lager  |
| 3e klasse    | District 1   | Rang 1 t/m 4 |                   |
|              | District 2   | Rang 1 t/m 4 |                   |
|              | District 3   | Rang 1 t/m 4 |                   |
|              | District 4   | Rang 1 t/m 3 |                   |
|              | District 5   | Rang 1 t/m 5 |                   |